# Suzanne Corkin
Suzanne Corkin (* 18. Mai 1937 in Hartford, Connecticut; † 24. Mai 2016 in Danvers) war eine US-amerikanische Neurowissenschaftlerin.
Corkin war Professorin der Neuropsychologie und Neurowissenschaften im Department of Brain and Cognitive Sciences des MIT. Sie war bekannt für ihre Forschung zum menschlichen Gedächtnis, die sie an Patienten mit Alzheimer-Krankheit, Parkinson und Amnesie vornahm. Ihre Studien zu H.M., einem Mann mit Gedächtnisverlust, erstreckten sich von 1962 bis zu dessen Tod 2008.
Aus der Ehe mit Charles Corkin stammen drei Kinder.
Suzanne Janet Hammond studierte Psychologie am Smith College und erwarb 1964 den Ph.D. an der McGill University in Montreal bei Brenda Milner. Dann ging sie an das MIT, wo sie das Laboratorium von Hans-Lukas Teuber bezog. Bei dessen Tod 1977 wurde Corkin Leiterin des Neuropsychologie-Laboratoriums und 1981 Professorin. Sie übernahm früh neuroabbildende Methoden, um verschiedene Formen des Gedächtnisses und alters- und krankheitsabhängige Veränderungen im Gedächtnis zu erforschen. Zuletzt (2013) ging es um Magnetresonanzbildmethoden, um die Substantia nigra und das Vorderhirn bei Parkinson-Patienten zu messen.
Corkin arbeitete seit ihrer Promotion bis 2008 mit dem Patienten Henry Molaison. Sie diskutierte seine Geschichte im Buch Permanent Present Tense (2013). Ihr Umgang mit dem Patienten führte ab 2016 zu einer Pressekontroverse.

## Schriften (Auswahl)
- Schmolck, H., Kensinger, E. A., Corkin, S., & Squire, L. R. (2002): Semantic knowledge in patient HM and other patients with bilateral medial and lateral temporal lobe lesions. Hippocampus, 12(4), 520–533.
- Kensinger, E. A., & Corkin, S. (2003): Memory enhancement for emotional words: Are emotional words more vividly remembered than neutral words?. Memory & cognition, 31(8), 1169–1180.
- G. O’Kane, Elizabeth Kensinger, S. Corkin: Evidence for semantic learning in profound amnesia: An investigation with the patient H.M. In: Hippocampus. 14, 2004, S. 417–425.
- Permanent Present Tense. The Unforgettable Life of the Amnesic Patient, H. M., 2013, ISBN 978-0-465-03159-7
- Handbook of neuropsychology, mit R.D. Nebes, Elsevier 1990 u. ö., ISBN 978-0-444-81234-6

## Einzelbelege
1. ↑  Luke Dittrich: The Brain That Couldn’t Remember. In: The New York Times. 3. August 2016, ISSN 0362-4331 (nytimes.com [abgerufen am 28. August 2021]).

| Personendaten    | Personendaten                        |
| ---------------- | ------------------------------------ |
| NAME             | Corkin, Suzanne                      |
| ALTERNATIVNAMEN  | Hammond, Suzanne Janet (Geburtsname) |
| KURZBESCHREIBUNG | US-amerikanische Psychologin         |
| GEBURTSDATUM     | 18. Mai 1937                         |
| GEBURTSORT       | Hartford                             |
| STERBEDATUM      | 24. Mai 2016                         |
| STERBEORT        | Danvers (Massachusetts)              |